# Нюба (приток Вычегды)
Нюба (устар. Неб-Ю, Неб-Ю-Рень) — река в России, протекает по территории Котласского района Архангельской области.
Образуется слиянием рек Северная Нюба и Восточная Нюба. Высота истока — 84 м над уровнем моря. Устье реки находится в 25 км по правому берегу реки Вычегда на высота 43 м над уровнем моря. Крупнейший приток — Трясеница. Длина реки составляет 63 км.

## Данные водного реестра
По данным государственного водного реестра России относится к Двинско-Печорскому бассейновому округу, водохозяйственный участок реки — Вычегда от города Сыктывкар и до устья, речной подбассейн реки — Вычегда. Речной бассейн реки — Северная Двина.
Код объекта в государственном водном реестре — 03020200212103000025119.